# Spinotarsus fiedleri
Spinotarsus fiedleri är en mångfotingart som beskrevs av Kraus 1966. Spinotarsus fiedleri ingår i släktet Spinotarsus och familjen Odontopygidae.

## Underarter
Arten delas in i följande underarter:
- S. f. complicans
- S. f. fiedleri